# Federico de Dinamarca (1753-1805)
Federico de Dinamarca (Copenhague, 11 de octubre de 1753-Copenhague, 7 de diciembre de 1805) fue un príncipe danés de la Casa de Oldemburgo y heredero al trono de Dinamarca y Noruega.

## Biografía

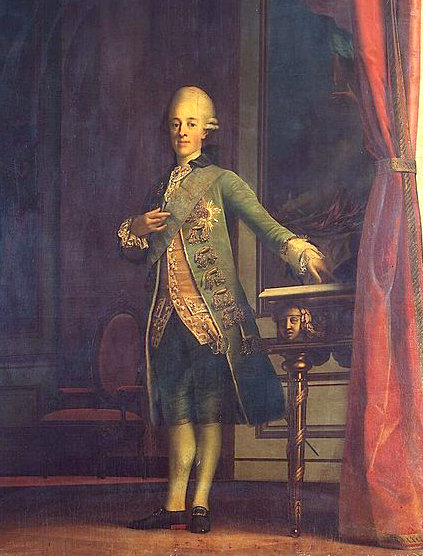
Federico de Dinamarca por Vigilius Eriksen.

Nació en el Palacio de Christiansborg en Copenhague. Federico de Dinamarca fue el único hijo sobreviviente del segundo matrimonio del rey Federico V de Dinamarca y su consorte, la princesa Juliana María de Brunswick-Wolfenbüttel. 
Para mantener a su posición futura, a los tres años, fue elegido coadjutor en el Principado-Obispado de Lübeck. Esto significa que con el tiempo sería el sucesor del príncipe-obispo entonces en el poder, Federico Augusto. Este plan tuvo que ser abandonado, sin embargo, y Federico se quedó en Dinamarca como un joven miembro de la familia real. 
De él se decía que estaba físicamente incapacitado. En 1772, a los 18 años, fue designado regente ante la incapacidad mental de su medio hermano el rey Cristián VII de Dinamarca. Su regencia era principalmente nominal, el poder estaba en manos de su madre, la reina Juliana María, y el ministro Ove Høegh-Guldberg.
Actuó como regente hasta el golpe de Estado de 1784, cuando su sobrino Federico de 16 años de edad (el futuro rey Federico VI), tomó el poder y regencia.
Después del golpe, Federico se quedó sin mucha influencia en la corte. Como su sobrino no tenía hijos supervivientes, el príncipe heredero Federico de nuevo se convirtió en presunto heredero al trono a la muerte de su medio hermano y la adhesión de su sobrino. Con el tiempo, su hijo Cristián Federico sucedería a Federico VI como rey.

## Matrimonio y descendencia

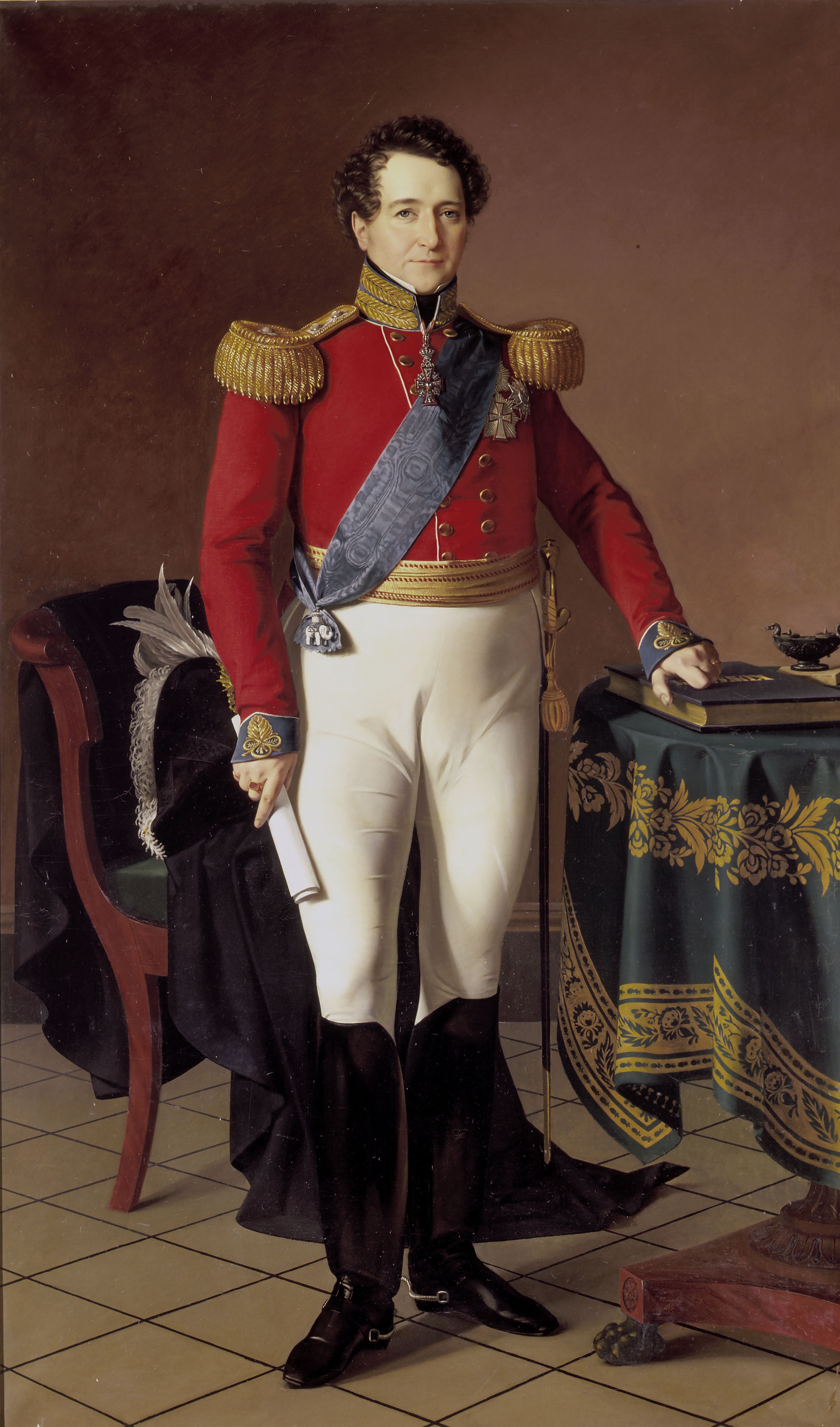
Cristián VIII de Dinamarca (1786-1848), rey también de Noruega, heredó los derechos de su padre que no llegó a subir al trono. 1831.

El 21 de octubre de 1774 contrajo matrimonio en Copenhague con Sofía Federica de Mecklemburgo-Schwerin (1758-1794), hija de Luis de Mecklemburgo-Schwerin y Carlota Sofía de Sajonia-Coburgo-Saalfeld, con quien tuvo los siguientes hijos:
- Hija muerta (1781).
- Hija muerta (1783).
- Juliana María (1784-1784), murió en la infancia.
- Cristián VIII de Dinamarca (1786-1848), en su hijo Federico VII de Dinamarca se extinguió la línea mayor de la Casa de Oldemburgo.
- Juliana Sofía (1788-1850), casada con el landgrave Guillermo de Hesse-Philippsthal-Barchfeld.
- Luisa Carlota (1789-1864), casada con Guillermo, landgrave de Hesse-Kassel.
- Federico Fernando (1792-1863), no tuvo descendencia.

## Últimos años

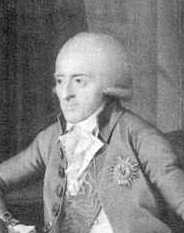
Príncipe Federico de Dinamarca.

Después de que el Palacio de Christiansborg fue destruido por un incendio en 1794, el príncipe heredero Federico se mudó con su familia al Palacio de Amalienborg. Sofía Federica murió el mismo año, poco después de la mudanza. Federico sobrevivió a su esposa por 11 años y murió en el Palacio de Amalienborg el 7 de diciembre de 1805.